# Gravina di Catania
Gravina di Catania es una localidad italiana de la Ciudad metropolitana de Catania, región de Sicilia, con 27.642 habitantes.

Ubicación de la ciudad de Gravina di Catania dentro de la provincia de Catania.

## Evolución demográfica
| Gráfica de evolución demográfica de Gravina di Catania entre 1861 y 2001 |
|                                                                          |
| Fuente ISTAT - elaboración gráfica de Wikipedia                          |